# Věcov

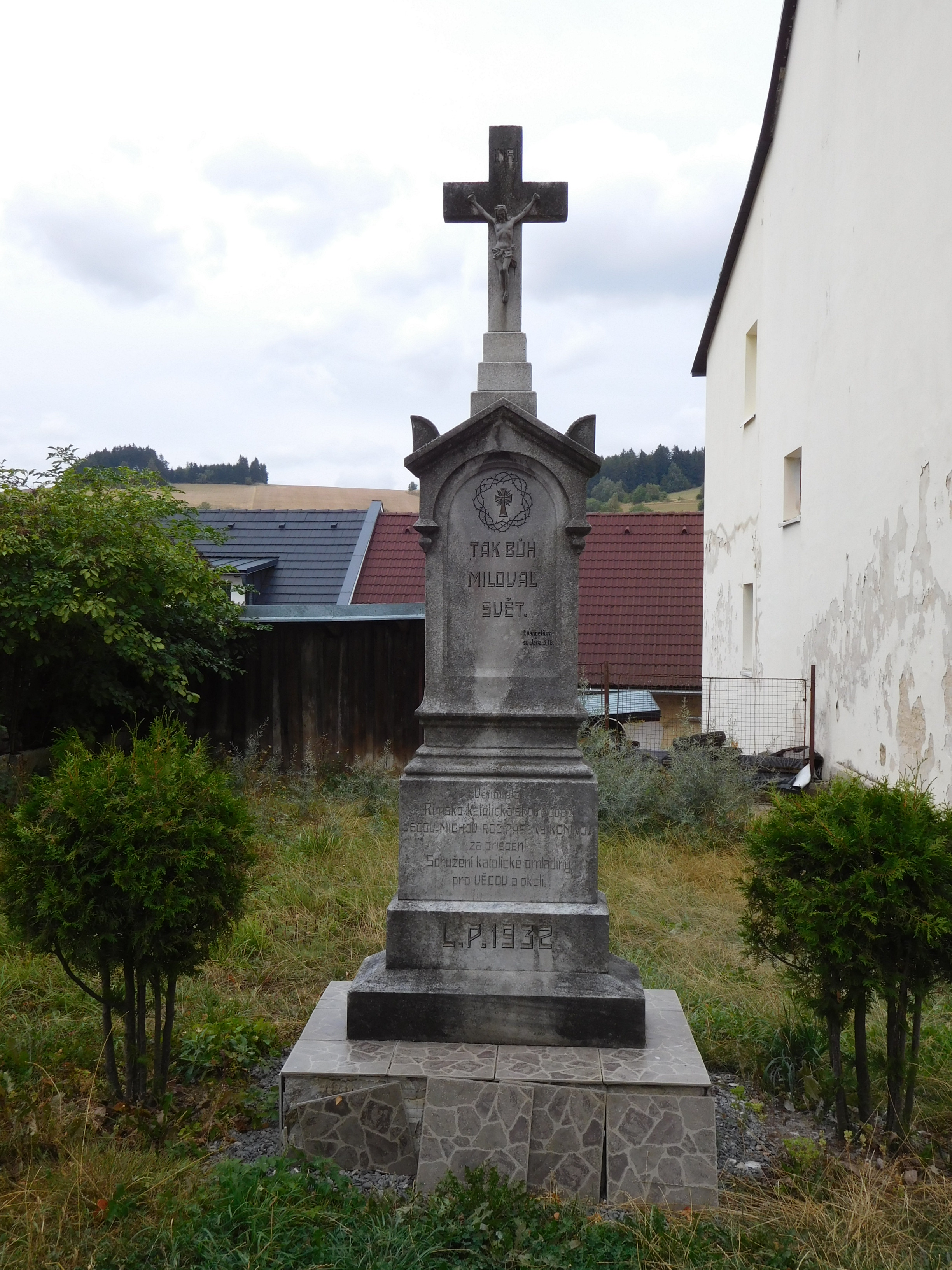
Kreuz bei der Schule

Věcov (deutsch Wietzau, früher Wetzau) ist eine Gemeinde in Tschechien. Sie liegt neun Kilometer nordöstlich von Nové Město na Moravě und gehört zum Okres Žďár nad Sázavou.

## Geographie
Věcov befindet sich im Südosten der Saarer Berge auf dem Gebiet des Landschaftsschutzgebietes CHKO Žďárské vrchy im Tal des Baches Věcovský potok. Durch den Ort führt die Straße II/360 zwischen Nové Město na Moravě und Jimramov. Nördlich erhebt sich der Zítkův kopec (723 m n.m.), im Nordosten der Píckov (700 m n.m.), südöstlich der Kříb (673 m n.m.) und der Vrch (702 m n.m.), im Süden der Sólo (770 m n.m.) und die Kamenice (780 m n.m.), südwestlich die Metodka (788 m n.m.) und die Pohledecká skála (812 m n.m.) sowie nordwestlich der Bohdalec (801 m n.m.),
Nachbarorte sind Líšná, Nové Jimramovské Paseky und Jimramovské Paseky im Norden, Široké Pole, Jimramov und Benátky im Nordosten, Jimramovské Pavlovice im Osten, Míchov im Südosten, Spálený Dvůr, Štarkov und Lísek im Süden, Roženecké Paseky und Koníkov im Südwesten, Dolní Koníkov und Odranec im Westen sowie Kuklík und Vříšť im Nordwesten.

## Geschichte
Gegründet wurde das Dorf wahrscheinlich in der Mitte des 14. Jahrhunderts durch die Herren von Pernstein. Wyeczow wurde 1392 erstmals erwähnt, als Wilhelm von Pernstein seine Schwester Margarethe bei ihrer Hochzeit mit Ješek Doubravka von Jakubov mit dem Dorf als Mitgift ausstattete. Der Ortsname leitet sich wahrscheinlich von einer Person namens Wiecz her.
Im 15. Jahrhundert stand das Dorf unter Verwaltung der Stadt Bistritz, 1483 führte der Věcover Richter die Abgaben für die 20 Siedler an den dortigen Scharfrichter ab. Bei der Teilung der Herrschaft Pernstein kam Věcov im Jahre 1500 zum Neustadtl-Ingrowitzer Doppelanteil und von 1564 bis 1848 war das Dorf Teil der Herrschaft Neustadtl. 1564 wurde die Rychta (Scholtisei) errichtet.
In der Mitte des 17. Jahrhunderts errichtete der Besitzer der Herrschaft Neustadtl, Franz Maximilian Kratzer von Schönsberg, in den Saarer Bergen mehrere Eisenhütten und -hämmer. Auch in der Umgebung von Věcov wurde Eisenerzbergbau betrieben.
Das älteste Ortssiegel stammt aus der Zeit um 1750; es zeigt den Kampf des hl. Georg mit dem Drachen. Die Kinder aus Věcov wurden bis zum Ende des 18. Jahrhunderts in Ingrowitz unterrichtet, danach entstanden im Ort zwei Schulen. Die untere Schule war evangelisch, die obere Schule katholisch.
Nach der Aufhebung der Patrimonialherrschaften bildete Wetzau ab 1850 eine Gemeinde im politischen Bezirk Neustadtl. 1869 lebten in der Gemeinde 1725 Menschen, im Jahre 1900 waren es 1573. 1922 wurden beide Dorfschulen vereinigt. Nach der Aufhebung des Okres Nové Město na Moravě wurde die Gemeinde 1949 dem Okres Žďár zugeordnet. Jimramovské Pavlovice, Koníkov, Míchov, Odranec und Roženecké Paseky wurden 1964 eingemeindet.

## Gemeindegliederung
Die Gemeinde Věcov besteht aus den Ortsteilen Jimramovské Pavlovice (Pawlowitz), Koníkov (Konikau), Míchov (Michow), Odranec (Odranetz), Roženecké Paseky (Passek, auch Rožinker Passek) und Věcov (Wietzau), die zugleich Katastralbezirke bilden. Grundsiedlungseinheiten sind Dolní Koníkov (Unter Konikau), Horní Koníkov (Ober Konikau), Jimramovské Pavlovice, Míchov, Odranec, Roženecké Paseky und Věcov. Zu Věcov gehören zudem die Wohnplätze Chalupy, Hliníky, Korábský Mlýn, Polsko, Spálený Dvůr und Štarkov.

## Sehenswürdigkeiten
- Haus Nr. 4 (ehemalige Scholtisei), erbaut 1564, der Legende nach soll von ihrem Keller ein unterirdischer Gang zur Burg Štarkov führen. Im Gebäudeinnern befindet sich ein funktionsfähiges Orchestrion "Dalibor". Vor dem Haus wachsen vier große Linden.
  - Gedenktafel an die Ermordung von Wáclaw Rychnovský aus Launiowitz, eines herrschaftlich Ingrowitzer Beamten, durch polnische Kosaken im Jahre 1621. Sie wurde zu Beginn des 20. Jahrhunderts angebracht
  - In der Grundmauer der ehemaligen Kegelbahn im Garten befindet sich ein Stein mit eingeritzten Gabeln, die Legende berichtet von der Tötung eines schwedischen Soldaten durch ein von ihm belästigtes Mädchen
- Reste der Burg Štarkov, auch Stařechovice bzw. Skály genannt, nördlich des Dorfes
- Wolfsstein am Sólo, er erinnert an den Abschuss des letzten Wolfes in der Vysočina am 2. Jänner 1830. Das knapp 50 Kilo schwere Tier war bis 1986 auf der Burg Pernštejn ausgestellt.
- Glockenturm in Míchov, errichtet 1879
- Wassermühle Korábský mlýn am Věcovský potok, sie wurde 1587 erstmals erwähnt und ist ein Technisches Denkmal